# Erol Yanık
Erol Yanık (* 1944) ist ein ehemaliger türkischer Fußballspieler.
Erol Yanık spielte in seiner Karriere für Galatasaray Istanbul und Kasımpaşa Istanbul. 1963 gewann er mit Galatasaray die türkische Meisterschaft. Im gleichen Jahr kam Erol Yanık zweimal für die türkische U-18 zum Einsatz. 

## Erfolg
Galatasaray Istanbul
- Türkischer Meister: 1963